# Unreal
Pour les articles homonymes, voir Unreal (homonymie).
La série Unreal est une série de jeux de tir à la première personne éditée par Epic Games, dont le premier opus est sorti en 1998.
Le moteur graphique créé pour l'occasion, Unreal Engine, est toujours en évolution aujourd'hui et est utilisé par plusieurs autres jeux.

## Historique
Ce jeu fut considéré comme le concurrent direct de la série des Quake de id Software, sa technologie étant légèrement supérieure aux Quake et Quake II sortis respectivement deux et un ans plus tôt.
Puisqu'il était aussi personnalisable (ou scriptable) que Quake et comportait son propre langage de scripts (UnrealScript), une grande communauté s'est rapidement formée sur Internet et a ajouté de nouvelles modifications aux graphismes ou au gameplay.
Dans sa première version, l'accent est mis sur l'aspect solo. Le successeur, Unreal Tournament (1999) d'Epic Games, cependant, s'est focalisé principalement sur le multijoueur et concurrençait Quake III Arena d'id Software.
Unreal Tournament et Unreal ont eu plusieurs suites : Unreal 2 (2002) pour Unreal et Unreal Tournament 2003 et 2004 pour Unreal Tournament.
Unreal 2 était un jeu seulement solo jusqu'à ce qu'une extension multijoueur appelée eXpanded MultiPlayer, ou XMP pour faire plus court, soit réalisée et rendue disponible in extremis par Legend Entertainment, avant que ledit studio ne soit fermé par Atari.
Une démo est disponible depuis début février pour GNU/Linux (dont une pour Linux 64-bit), Microsoft Windows et Mac OS X.
Depuis lors, beaucoup d'autres compagnies de jeux vidéo ont fait acquisition d'une licence Unreal Engine, parti pris afin d'accélérer le développement du jeu en évitant de devoir construire leur propre moteur de jeu à partir de rien. Ceci est notamment le cas pour les jeux Star Trek adventure, Deep Space Nine: The Fallen, Deus Ex (Ion Storm) ou Duke Nukem Forever de 3D Realms (bien que le moteur emploie quelques éléments du Warfare Engine tel que le principe des Static Meshes et ait subi de très grosses modifications).
Des versions plus récentes du moteur (appelé Warfare Engine) sont employées pour les jeux PC comme Postal 2 de Running with Scissors, America's Army de U.S. Army et Deus Ex: Invisible War de Ion Storm.
La suite d'Unreal, Unreal II: The Awakening, a été publiée en février 2003. Unreal Tournament 2003 a été mis sur le marché en septembre 2002, et Unreal Tournament 2004 en avril 2004.
Les versions du moteur Unreal Warfare Engine sont disponibles pour Microsoft Windows, Mac OS X et GNU/Linux, ainsi que sur les dernières consoles de jeu, qui incluent Sony PlayStation 2, Microsoft Xbox et Nintendo GameCube. La première version du moteur Unreal était également disponible pour Sega Dreamcast.

## Mods
Grâce aux concepteurs qui fournissent les sources du programme, chacun, avec un peu de connaissances des langages de programmation, peut modifier (mod) le jeu et l'adapter à ses besoins.

## Unreal Anthology
Unreal Anthology, regroupe sur 1 seul et même DVD la version Gold d'Unreal, l'édition Game of the Year d'Unreal Tournament, Unreal II et Unreal Tournament 2004 avec l'Editor's Choice et le Mega Bonus Pack. On trouve également le CD audio A history of Unreal Music.

## Dates de sortie des différentes versions d'Unreal
- Unreal : mai 1998
- Return To Na Pali : mai 1999
- Unreal Tournament : novembre 1999
- Unreal Tournament 2003 : octobre 2002
- Unreal Championship : novembre 2002
- Unreal II: The Awakening : février 2003
- Unreal Tournament 2004 : mars 2004
- Unreal Championship 2: The Liandri Conflict : avril 2005
- Unreal Tournament 3 : novembre 2007